# Шеертеба
Шеертеба (груз. შეერთება) — село в Грузии, в муниципалитете Лагодехи края Кахетия. 

## География
Село расположено в восточной части края, в 13 километрах по прямой к юго-западу от центра муниципалитета Лагодехи. Высота центра — 300 метров над уровнем моря.

## Население
По данным переписи населения 2014 года, в селе проживало 233 человека.
| Год  | Население | Мужчины | Женщины |
| ---- | --------- | ------- | ------- |
| 2002 | 309       | 143     | 166     |
| 2014 | 233       | 126     | 107     |